# Sabrina Enaux
Sabrina Enaux, née à Saint-Dié-des-Vosges le 1er avril 1978, est une coureuse cycliste française spécialiste de VTT cross-country et VTT-marathon.

## Palmarès en VTT

### Championnats du monde
- Ornans 2012
  - 8e du championnat du monde de VTT marathon
- Laissac 2016
  -  Médaillée de bronze du championnat du monde de VTT marathon

### Championnats d'Europe
- 2003
  - 5e aux championnats d'Europe de VTT-marathon
- 2008
  - 8e aux championnats d'Europe de cross-country

### Championnats de France
- 2001
  - 2e du championnat de France de cross-country
- 2004
  - 2e du championnat de France de cross-country
- 2006
  - 3e du championnat de France de cross-country
- 2007
  - 2e du championnat de France de cross-country
- 2009
  - 2e du championnat de France de cross-country
- 2011
  - 2e du championnat de France de cross-country
- 2012
  - 3e du championnat de France de cross-country
- 2013
  - 3e du championnat de France de cross-country
- 2015
  - 2e du championnat de France de VTT-marathon
- 2016
  - 2e du championnat de France de cross-country
- 2017
  - 2e du championnat de France de cross-country

### Autres
- 2012
  - 2e de l'étape de Méribel - Coupe de France de Cross Country
  - 3e de l'étape de Banyoles - Coupe d'Espagne de Cross Country
- 2013
  - 2e de la Coupe de France de Cross Country
  - 2e de l'étape de Saint-Raphaël - Coupe de France de Cross Country
  - 2e de l'étape de Locminé - Coupe de France de Cross Country
  - 3e de l'étape de Méribel - Coupe de France de Cross Country
- 2015
  - 3e de l'étape de Montgenèvre - Coupe de France de Cross Country
  - 3e de l'étape de Lons-le-Saunier - Coupe de France de Cross Country
- 2016
  - Étape d'Oz en Oisans - Coupe de France de Cross Country
  - 2e de l'étape d'Ussel - Coupe de France de Cross Country
  - 3e de l'étape de Marseille - Coupe de France de Cross Country
- 2018
  - Roc d'Azur

## Palmarès triathlon
Le tableau présente les résultats les plus significatifs (podium) obtenus sur le circuit international de Xterra Triathlon depuis 2008.
| Année | Compétition               | Pays   | Position           | Temps           |
| ----- | ------------------------- | ------ | ------------------ | --------------- |
| 2008  | Xterra France - Mandelieu | France | Médaille de bronze | 2 h 53 min 58 s |